# Bayu Kertanegara
Bayu Kertanegara (né le 15 décembre 1997) est un athlète indonésien, spécialiste du sprint.
Il remporte la médaille d'argent du relais 4 x 100 m en battant le record national lors des Jeux asiatiques de 2018.